# Новзар
Новзар (авест. Наотара, ср.-перс. Нотар, фарси Новзар, Новзер или Ноузар) — герой иранской мифологии и эпоса. Царь из династии Пишдадидов, сын Менучехра, отец Туса.

## В ранних и среднеперсидских источниках
В «Авесте» собственно о герое Наотаре речь не идёт, однако упоминается «Вистаруш из рода Наотара»; «Нотарид Виштаспа» и другие Нотариды среди маздаяснийцев; а также не вполне ясный миф о споре туранцев с Нотаридами из-за богини Аши, которая скрывалась от них под копытом быка и под шеей барана.
«Чихрдад-наск» упоминал его имя в генеалогическом контексте. В «Бундахишне» Нотар — сын Манушчихра, погибший ещё при жизни отца во время войны иранцев с туранцами: его убил Фрасияг. Среди его сыновей названы Тус и Машвак (предок Узоба)

## Образ в «Шахнаме»
В рассказе о правлении Менучехра упоминания Новзера эпизодичны. Новзер по поручению Менучехра встречает Сама, который вернул себе Заля.
Перед смертью Менучехр обратился к Новзеру с наставлением о делах правления. Когда Менучехр умер, престол был предложен Саму, но тот отказался, и на трон взошёл Новзер.
Правление Новзера длилось 7 лет и завершилось тяжёлым поражением. В Иран вторглось туранское войско под командованием царевича Афрасиаба. Сильнейший из иранских богатырей Заль отсутствовал, ибо должен был похоронить своего отца Сама. Между иранцами и туранцами произошли три упорные битвы. В первой из них Кобад был убит туранцем Барманом. Во второй битве участвовали уже Новзер и Афрасиаб.
В третьей битве иранцы потерпели поражение, убит был герой Шапур, и хотя Карен убил Бармана, иранцы вынуждены были отступить. Сам Новзер и многие иранские богатыри попали в плен. Вскоре, узнав о неудаче вторжения туранцев в Забулистан, которое отразили Заль и Карен, Афрасиаб собственноручно убил Новзера.
Однако последствия поражения для иранцев были не катастрофическими, ибо брат Афрасиаба Агрирес без его приказа освободил всех пленников, и иранцы восхваляли его благородство, а Афрасиаб в гневе убил Агриреса.
Сыновья Новзера Тус и Гостехем не заняли трон, так как поражение их отца свидетельствовало о его неудачном фарне. Преемником Новзера стал Зов из Парса. Месть за Новзера впоследствии была одним из обоснований иранских вторжений в Туран.
В рассказе о правлении Новзера названы такие центры Ирана, как города Амол и Сари в Мазендеране, которые в дальнейшем (при рассказе о династии Кеянидов) полностью исчезают из географии поэмы.